# Orbite de la Lune
Cet article concerne l'orbite de la Lune autour de la Terre. Pour l'orbite d'un objet autour de la Lune, voir orbite sélénocentrique.

Schéma du système Terre - Lune. Echelle de distance non respectée.

L’orbite de la  Lune autour de la Terre est effectuée en environ 27,32 jours. La Lune la décrit à environ 384 400 km du centre de la Terre en moyenne, à la vitesse moyenne d'environ 1 km/s. Elle diffère de la plupart des satellites naturels des autres planètes par son orbite plus proche du plan de l'écliptique que de l'équateur terrestre.
Bien que globalement elliptique, l'orbite de la Lune présente de nombreuses irrégularités (connues sous le nom de perturbations) qui rendent son mouvement orbital très complexe. L'étude de ces perturbations possède une très longue histoire.

## Propriétés
La  Lune orbite autour de la Terre en environ 27,32 jours, à environ 384 400 km du centre de la Terre en moyenne et à la vitesse moyenne de 3 683,590 215 km/h.

### Excentricité
L'orbite de la Lune est distinctement elliptique, d'une excentricité moyenne de 0,0549. Cette forme non circulaire provoque une variation de la vitesse angulaire et de la taille apparente de la Lune pour un observateur terrestre. Le mouvement angulaire moyen journalier de la Lune pour un observateur imaginaire situé au barycentre des deux objets célestes est de 13,176° vers l'est.
L'excentricité de la Lune est cependant loin d'être constante dans le temps. En effet, du fait de perturbations solaires, cette excentricité varie entre 0,0255 et 0,0775. Les deux variations principales ont une période de 29,53 jours et 205,9 jours.

#### Variation au rythme de 29,53 jours
La variation au rythme de 29,53 jours est directement liée à la position de la Lune sur son orbite par rapport au Soleil, d'où le fait que la période coïncide avec la période synodique de la Lune.

#### Variation au rythme de 205,9 jours
La variation au rythme de 205,9 jours est quant à elle liée à l'orientation de l'orbite lunaire elle-même. En effet, l'excentricité atteint son maximum lorsque le grand axe de l'orbite de la Lune est aligné avec l'axe Terre-Soleil. L'excentricité est à l'inverse minimale lorsque le grand axe de l'orbite de la Lune est à 90° de l'axe Terre-Soleil. La période de cette variation est un peu plus longue qu'une demi-année (182,6 jours) du fait de la précession du périgée.

### Précession du périgée
L'orientation de l'orbite n'est pas stable dans l'espace, mais subit un effet de précession au cours du temps. La ligne des apsides, reliant le périgée (point de l'orbite le plus proche de la Terre) et l'apogée (point le plus éloigné) tourne lentement dans le même sens que la Lune elle-même (mouvement direct). Cette précession du périgée lunaire effectue une révolution complète en 3 232,605 4 jours (environ 8,85 ans).

### Précession des nœuds
Les nœuds sont les points de l'orbite qui croisent le plan de l'écliptique. La Lune traverse le nœud ascendant tous les 27,212 2 jours, soit un mois draconitique. La ligne des nœuds, l'intersection entre le plan orbital de la Lune et celui de l'écliptique, subit un mouvement de précession rétrograde : pour un observateur terrestre, elle tourne vers l'ouest, effectuant une rotation complète en 18,60 ans (18,55996 ans ou 6793,5 jours), soit 19,354 9° par an. Du point de vue d'un observateur imaginaire situé au pôle céleste nord, les nœuds tournent dans le sens négatif autour de la Terre, sens opposé à la rotation propre de celle-ci et à sa rotation autour du Soleil.
Ce mouvement de précession des nœuds n'est pas sans rappeler celui de précession des équinoxes, sur lequel d'ailleurs il a une influence par une oscillation appelée nutation.
Les éclipses de Soleil et de Lune ne peuvent se produire que lorsque les nœuds sont alignés (ou au plus près) avec l'axe Terre-Soleil. Cette période d'alignement favorable aux éclipses est appelée saison d'éclipses, elle a lieu environ tous les 173,3 jours.

### Inclinaison et oscillation du plan orbital de la Lune
L'inclinaison de l'orbite de la Lune sur le plan de l'écliptique est de 5,145° en moyenne et varie entre 5 et 5,28° selon ce cycle de 173,3 jours (la moitié d'une année draconitique).
Comme la Terre est elle-même inclinée de 23,436 degrés par rapport à l’écliptique, l’inclinaison du plan orbital lunaire par rapport à l’équateur terrestre varie entre 28,72 degrés et 18,16 degrés.
Le plan orbital de la Lune subit une oscillation d’une période de 173,3 jours provoquée par le passage de la ligne des nœuds dans l'alignement Terre-Soleil. Elle est provoquée par la gravitation du Soleil et, dans une moindre mesure, par le bourrelet équatorial de la Terre.
Avec le mouvement de précession des nœuds, le plan de l'orbite lunaire, incliné par rapport à l'écliptique d'un peu plus de 5°, tourne donc en 18,6 ans un peu comme une toupie, et la perpendiculaire de ce plan dessine dans le ciel un cercle imaginaire avec un rayon de cet angle légèrement variable.

### Inclinaison de l'axe de rotation
L'axe de rotation de la Lune n'est pas perpendiculaire à son plan orbital et l'équateur lunaire est incliné de 1,543° sur l'écliptique. Cet angle ne varie pas.
L'angle entre l'équateur lunaire et le plan orbital (ou l'angle entre l'axe de rotation et la perpendiculaire du plan orbital) est en moyenne de 6,687° et subit la même oscillation que l'angle en moyenne de 5,145° entre le plan orbital et le plan de l'écliptique : ainsi l'angle entre l'équateur lunaire et l'écliptique (ou l'angle entre l'axe de rotation de la Lune et la perpendiculaire de l'écliptique) est toujours égal à 1,543°.
Cette conservation de l'angle de l'axe de rotation par rapport à l'écliptique est une des caractéristiques qui font dire que la Lune est plus en rotation autour du Soleil qu'autour de la Terre.

### Lunistice

Lunistice majeur et mineur

Pendant le solstice d'été et en cas de pleine lune, l'astre atteint dans le ciel sa déclinaison maximale par rapport à l'équateur céleste, égale en moyenne à l'inclinaison de l'axe de la Terre, -23,436°. Mais lorsque la ligne des nœuds de la Lune coïncide avec la ligne des équinoxes de la Terre, l'inclinaison du plan orbital de la Lune vient s'ajouter ou se retrancher en totalité à cette déclinaison. Si les deux angles s'ajoutent, c'est le lunistice majeur et la déclinaison de la pleine lune peut atteindre un maximum de -28,72°. La Lune apparaît alors plus basse que d'habitude sur l'horizon. Au solstice d'hiver la déclinaison de la pleine lune change de signe. Lors d'un lunistice majeur la Lune apparaît alors à l'inverse plus haute que d'habitude dans le ciel et peut atteindre une déclinaison de 28,72°.
Ce phénomène se reproduit tous les 18,6 ans, période de précession des nœuds de la Lune. Une demi-période plus tard soit 9,3 ans, c'est le lunistice mineur où les déclinaisons se retranchent. La pleine lune au solstice d'été peut ne descendre qu'à -18,16° tandis qu'au solstice d'hiver elle peut ne monter qu'à 18,16°.

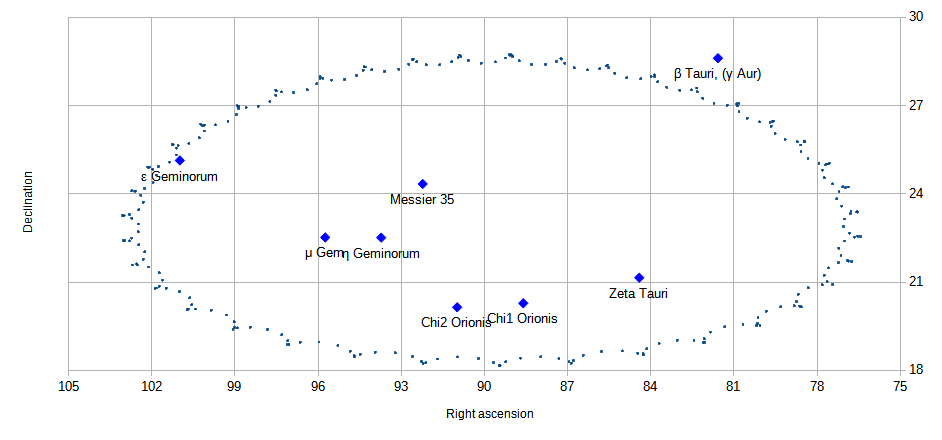
Lunistices nord de 2006 à 2025

En résumé la Lune arrive à sa déclinaison la plus forte soit vers le nord soit vers le sud deux fois par cycle. Ce cycle est le mois draconitique qui dure en moyenne un peu plus de 27 jours. Autrement dit on peut mesurer ou calculer un angle maximum positif ou négatif alternativement vers le nord ou vers le sud tous les 13 jours et demi environ. Naturellement les signes s'inversent dans l'hémisphère sud. Les variations de ces valeurs d'un cycle à l'autre ne suivent pas une sinusoïde parfaite à cause principalement de l'oscillation du plan orbital de la Lune.

### Planète double

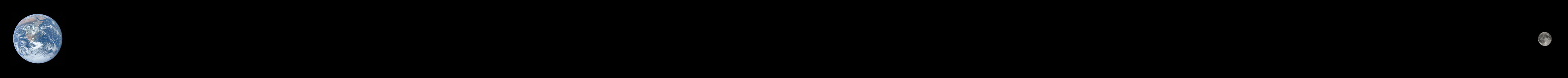
Vue à l'échelle de la Terre et de la Lune.

La masse de la Terre est 81 fois plus élevée que celle de la Lune, un rapport nettement plus faible que celui de la plupart des satellites du système solaire ; le barycentre des deux corps reste toutefois situé à l'intérieur de la Terre, à environ 1 750 km sous sa surface. Par ailleurs, la Lune n'orbite pas dans le plan de l'équateur terrestre, là encore à la différence de la plupart des satellites. Pour ces raisons, entre autres, le couple Terre-Lune est parfois considéré comme une planète double plutôt qu'un système planète-satellite,[réf. souhaitée].

### Éléments orbitaux
Les paramètres suivants résument les principales caractéristiques de l'orbite de la Lune :
- Demi-grand axe : 384 748 km[17]
- Distance au périgée : ~362 600 km (356 400 à 370 400 km)
- Distance à l'apogée : ~405 400 km (404 000 à 406 700 km)
- Excentricité moyenne : 0,054 900 6 (0,026 à 0,077)[18],[19]
- Inclinaison moyenne de l'orbite sur l'écliptique : 5,14° (5,0 à 5,28°)[19]
- Obliquité moyenne : 6,68° (6,54 à 6,82°)
- Inclinaison moyenne de l'équateur lunaire sur écliptique : 1,543°
- Période de précession des nœuds : 18,5996 ans
- Période de précession de la ligne des apsides : 8,850 4 ans

## Périodes lunaires
Plusieurs méthodes peuvent être employées pour décrire le temps que met la Lune pour tourner autour de la Terre. Le mois sidéral est la période de révolution de la Lune par rapport aux étoiles fixes, et environ 27,3 jours. Le mois synodique est la période entre deux phases lunaires identiques, environ 29,5 jours. Le mois synodique est plus long que le mois sidéral, parce que le système Terre-Lune se déplace le long de son orbite autour du Soleil et qu'il faut donc un peu plus longtemps pour obtenir la même configuration.
Le mois anomalistique est la période entre deux périgées, le mois draconitique entre deux nœuds ascendants et le mois tropique entre deux passages à la même longitude écliptique. Du fait, respectivement, de la précession de l'orbite terrestre (précession des équinoxes) et de la précession de l'orbite lunaire, ces périodes n'ont pas la même durée qu'un mois sidéral.
| Nom                   | Valeur (jours) | Définition                                                              |
| --------------------- | -------------- | ----------------------------------------------------------------------- |
| Période sidérale      | 27,321 661     | Par rapport aux étoiles lointaines                                      |
| Période synodique     | 29,530 588     | Par rapport au Soleil (phases de la Lune ou lunaison)                   |
| Période tropique      | 27,321 582     | Par rapport au point vernal (précession en ~ 26 000 a)                  |
| Période anomalistique | 27,554 550     | Par rapport au périgée (précession en 3 232,6 jours = 8,8504 a)         |
| Période draconitique  | 27,212 220     | Par rapport au nœud ascendant (précession en 6 793,5 jours = 18,5996 a) |

En résumé : 
- Mois draconitique : 27,212 220 815 jours
- Mois tropique : 27,321 582 jours
- Mois sidéral : 27,321 661 55 jours
- Mois anomalistique : 27,554 550 jours
- Mois synodique : 29,530 588 86 jours
- Mois calendaire moyen (un douzième d'une année terrestre) : 30,436 875 jours (grégorien) ou 30,436 849 9 jours (astronomique)

## Marées
Du fait des forces de marée, par déformation de la Terre le long de l'axe Terre-Lune, une partie de son moment cinétique est graduellement transférée au moment orbital du couple Terre-Lune. En conséquence, la Lune s'éloigne de la Terre d'environ 38 mm par an. La conservation du moment cinétique conduit la rotation de la Terre à ralentir, une journée terrestre s'allongeant d'environ 23 µs par an. 
Ces valeurs étaient plus faibles par le passé : il y a 620 millions d'années, la Lune s'éloignait d'environ 22 mm par an et le jour terrestre s'allongeait de 12 µs par an.
Les calculs actuels suggèrent que la Lune continuerait à s'éloigner de la Terre pendant encore 50 milliards d'années,. À ce moment théorique au delà de la durée de vie du Soleil, la Terre et la Lune se trouveraient en rotation synchrone : la Lune devrait tourner autour de la Terre en 47 jours et les deux corps devraient tourner sur eux-mêmes en autant de temps, s'opposant toujours la même face (ce qui est déjà le cas de la Lune). Cette situation est déjà réalisée pour Pluton et son satellite Charon avec une période de 6,375 jours.
Ces calculs ne tiennent cependant pas compte de l'évolution du Soleil au cours de cette période, ainsi que des effets des transformations de l'atmosphère et des océans terrestres qui auront lieu d'ici-là.

## Libration

### Libration longitudinale

Simulation de la Lune pendant une lunaison complète. La libration est l'apparente oscillation de la Lune au cours de cette période.

La Lune est en rotation synchrone et conserve ainsi toujours la même face tournée vers la Terre. Toutefois, cette rotation synchrone n'est vraie qu'en moyenne, du fait de son excentricité orbitale. Par conséquent, la vitesse angulaire de la Lune autour de la Terre varie au cours d'une révolution contrairement à sa vitesse angulaire de rotation autour d'elle-même. Lorsque la Lune est au périgée, son mouvement orbital est plus rapide que sa vitesse de rotation, ce qui permet d'apercevoir jusqu'à 8° de longitude de la partie orientale de sa face cachée. Réciproquement, à l'apogée, son mouvement orbital est plus lent, révélant 8° de longitude de sa partie occidentale. Cet effet est connu sous le nom de libration longitudinale. La variation de la vitesse de la Lune sur sa trajectoire elliptique s'explique par la deuxième loi de Kepler dite loi des aires : la ligne qui relie un satellite au foyer balaie une aire égale par unité de temps. Donc plus la Lune est proche de la Terre plus sa vitesse augmente et inversement plus elle s'en éloigne plus sa vitesse diminue.

### Libration latitudinale
L'axe de rotation de la lune étant incliné de 1,5° sur son plan orbital, lui même incliné de 5,2° sur l'écliptique, la partie visible pour un observateur terrestre peut dépasser de 6,7° le pôle Nord ou Sud au cours d'une révolution. Cet effet est connu comme libration latitudinale.

### Libration diurne
La Lune se situant à environ 60 rayons terrestres du barycentre du système Terre-Lune, un observateur sur l'équateur terrestre perçoit 1° de longitude lunaire supplémentaire entre le lever et le coucher du satellite, un effet connu comme libration diurne. Pour la même raison, des observateurs aux pôles perçoivent 1° supplémentaire en latitude.
L’inclinaison de la Terre varie de 0,002 56 degrés de part et d’autre de sa valeur moyenne, ce qu’on appelle la nutation, mise en évidence pour la première fois par James Bradley en 1748 (voir aussi Librations en latitude).

## Trajectoire

Schéma d'une partie du parcours de la Terre et de la Lune autour du Soleil (en bas, hors du schéma) : le parcours de la Lune est toujours convexe.

Vues depuis le pôle céleste nord, la Lune orbite autour de la Terre dans le sens trigonométrique, la Terre orbite autour du Soleil également dans ce sens, et la Lune et la Terre tournent autour de leur axe également dans le sens trigonométrique.
À la différence de nombreux autres satellites du Système solaire, la trajectoire de la Lune est très similaire à celle de la planète autour de laquelle elle orbite. Dans un référentiel héliocentrique, l'accélération de la Lune est toujours dirigée vers le Soleil ; en conséquence, sa trajectoire y apparait comme convexe,, jamais concave ou rebouclant sur elle-même,. Cette propriété de la trajectoire de la Lune, d'intérêt mathématique plus qu'astronomique, a connu un large engouement dans la première moitié du XVIIIe siècle notamment en Angleterre chez les lecteurs du Gentleman's Magazine. La convexité de la trajectoire a été prouvée dès cette époque et indépendamment par John Ellicott (en) en 1724 et James Ferguson en 1745 de manière mécanique et par Colin Maclaurin vers 1740 de manière géométrique. Ce résultat a été longtemps oublié tant en Angleterre qu'ailleurs, si bien que Jules Verne décrit dans son œuvre le déplacement de la Lune autour du Soleil comme une « ligne ondulée »,.